# Coronango
Coronango è una municipalità dello stato di Puebla, nel Messico centrale, il cui capoluogo è la località di Santa María Coronango.
Conta 34.596 abitanti (2010) e ha una estensione di 36,78 km². 	 	
Il significato del nome della località in lingua nahuatl è luogo dove l'acqua cambia direzione.